# Maremsko-abruški ovčar
Maremsko-abruški ovčar (italijansko cane da pastore Maremmano-Abbruzzese, pogosto okrajšano kot maremano) je pasma psa, ki izvira iz osrednje Italije, natančneje iz regij Abruci in Maremma (del Lacija in Toskane). V nasprotju z imenom ne gre za klasičnega ovčarja, torej pasmo, ki bi bila vzrejena z namenom zganjanja ovac, temveč pastirskega psa, katerega naloga je varovanje črede pred volkovi in drugimi plenilci.
Po vzrejnem standardu, ki ga določa italijansko združenje rejcev, imajo maremsko-abruški ovčarji čvrsto, mišičasto postavo, debel kožuh bele barve in veliko glavo s črnim smrčkom. Samci naj bi tehtali 35 do 45 kilogramov in imeli plečno višino 65 do 73 centimetrov, samice pa 30 do 40 kg teže in 60 do 68 cm plečne višine. Dlaka mora biti dolga in debela (posebej ovratnik), groba na dotik ter popolnoma bele barve, a se tolerira tudi rahlo rumenkasta obarvanost.
Od začetka 20. stoletja sta bila maremski in abruški ovčar opisana kot ločeni pasmi, ki so ju leta 1958 združili zaradi podobnosti in rednega križanja, do katerega je prihajalo zaradi selitev pastirjev med območji, še posebej po združitvi Italije. Podobne pasme so pirenejski planinski pes, madžarski kuvasz, podhalanski pastirski pes s Poljskega in šarplaninec, s katerimi naj bi imel skupne korenine.